# Мальборк
Ма́льборк (пол. Malbork МФА: [ˈmalbɔrk]о файле, кашуб. Malbórg, нем. Marienburg произношениео файле — Мари́енбург), Мальборг — город на севере Польши в дельте Вислы (на протоке Ногат), находится в 80 километрах от границы с Калининградской областью России. 

## История
Город основан в 1276 (в другом источнике в 1274) году как орденский замок Мариенбург в Пруссии, на правом берегу Ногаты, рукава Вислы.
В 1278 году получил статус города. Замок магистров Тевтонского ордена, особенно в XIV столетии, сделал Мариенбург сильной крепостью. В период с 1309 года по 1457 год местопребывание великих магистров Тевтонского ордена.
После первой битвы при Танненберге, в ходе которой объединённое польско-литовское войско сумело нанести поражение тевтонам, оно двинулись на столицу ордена, крепость-город Мариенбург. Уцелевшие члены ордена думали о грядущем поражении, но Генрих фон Плауэн вызвался не допустить врагов ордена до его поражения и захвата его столицы, и справился с этим.
В XV столетии Мариенбург перешёл к Польскому королевству, выкуплен у богемских наёмников за 190 000 флоринов, а в XVIII столетии, при Первом разделе Польши, город перешёл к Пруссии. На 1890 год в нём проживало 10 275 жителей. В городе имелись сахарный, кирпичный и машиностроительный заводы, паровая лесопильня, было развито в основном производство машин, глиняных изделий и ваты, шла торговля лесом, зерном, шерстью, лошадьми. Мариенбург, крепость и уездный город, входил правительственный округ Данциг, в провинции Западная Пруссия, на 1915 год в нём проживало 13 000 жителей из них 165 евреев.  Во время Второй мировой войны недалеко от города располагался Мариенбургский филиал бременской авиастроительной компании «Фокке-Вульф», выпускавший половину всех истребителей «Фокке-Вульф Fw 190». Завод сильно пострадал в результате двух воздушных налетов ВВС США 9 октября 1943 года и 9 апреля 1944 года.
В январе 1945 года был занят частями Красной армии в ходе Млавско-Эльбингской операции. После Великой Отечественной войны по решению Потсдамской конференции передан Польше.

## Замок Мариенбург
Замок Мариенбург — один из самых больших в мире кирпичных замков, служивший резиденцией магистров Тевтонского ордена. Занимает площадь свыше 20 гектаров. В 1997 году замок был включен в список Всемирного наследия ЮНЕСКО.
Первоначально на этом месте была построена небольшая комтурия, окруженная стеной из красного кирпича. В сентябре 1309 года в Мальборк из Венеции переместилась резиденция великого магистра Тевтонского ордена, вместе с этим сюда была перенесена его столица, после чего замок был перестроен.
В XIV—XV веках замок, окруженный четырьмя линиями обороны, с огромными запасами продовольствия и вооружения, внутренним колодцем и многочисленным гарнизоном, являлся сильно укреплённым пунктом крестоносцев.
В результате тринадцатилетней войны между крестоносцами и Польшей замок 7 июня 1457 года был выкуплен Ягеллонами у взбунтовавшихся наёмников. Мальборкский замок стал одной из резиденций польских королей.
В конце XIX века замок был реконструирован с целью возвращения сооружениям средневекового облика. Во время Второй мировой войны сильно пострадал и был фактически выстроен заново. В настоящее время замок является одним из крупнейших туристических центров Польши.

## Культура
В городе работают Центр культуры и образования Мальборка и Клуб тактической авиабазы. Среди мероприятий, организуемых городом, есть и те, которые продолжаются уже много лет: Фестиваль «Рождество в искусстве», выборы мисс, смотр танцевальных коллективов, театральная встреча в Мальборке и многое, многое другое. В июне отмечаются Дни Мальборка, а в июле — Осада Мальборка. Вы можете увидеть рыцарские турниры, представления, принять участие в соревнованиях, а вокруг замка установлены киоски. В городе проводится Международный шахматный турнир за башню замка Мальборк, а местные шахматные турниры проходят здесь в течение всего года. В замке организуются выставки и научно-популярные занятия. Там же происходят такие события, как Осада, связанные с рыцарскими традициями. С сентября 1982 года Городской дом культуры и Музей замка организуют «Музыкальные вечера по четвергам в замке», а выставки проводит галерея «Лево». В городе есть шесть библиотек и клубный кинотеатр. С 2003 по 2008 год, с начала мая до конца летних каникул, проходила серия музыкальных концертов. Под знаменем Мальборкского музыкального обозрения в город приезжают десятки групп со всей Польши и из-за рубежа[уточнить].

## Транспорт
По железной дороге с центрального вокзала можно доехать до Гдыни, Торуня, Варшавы, Эльблонга. Среди дорог наибольшее значение имеют магистрали до Гожува-Велькопольского и Эльблонга (национальная дорога № 22), Грудзёндза и Нового-Двура-Гданьского (национальная дорога № 55). В городе работает общественный транспорт.
Около 5 км к северу от города располагается аэродром Косчелечки, а около 12 км к югу аэродром Кослинка и военный аэродром Мальборк-Красноленка.

## Достопримечательности
В самом Мальборке также имеется ряд достопримечательностей, в том числе памятник королю Казимиру IV Ягеллончику, установленный в 2010 году на городской пешеходной аллее. Вы также можете посетить церковь Иоанна Крестителя (Rzymsko-Katolicka Parafia św. Jana Chrzciciela) и костел христиан-баптистов (Kościół Chrześcijan Baptystów).

- Приходская церковь Св. Иоганна
- Старая ратуша
- Ворота Святой Марии
- Гончарные ворота
- Замок Мариенбург
- Замок Мариенбург
- Замок Мариенбург
- Старая водонапорная башня в городе
- Железнодорожный вокзал

## Города-побратимы
- Тракай (c 1997)
- Нордхорн (c 1995)
- Монхайм-ам-Райн (c 2005)
- Сёльвесборг (c 1999)
- Марньи-ле-Компьень (c 2004)
- Владимир (с 2023)
- Оффанья (c 2014)